# Jürgen Prochnow
Jürgen Prochnow (ur. 10 czerwca 1941 w Berlinie) – niemiecki aktor pracujący w Hollywood, występował w roli kapitana okrętu podwodnego w dramacie wojennym Wolfganga Petersena Okręt (Das Boot, 1981). W 2003 otrzymał obywatelstwo Stanów Zjednoczonych.

## Życiorys

### Wczesne lata
Urodził się w Berlinie jako syn inżyniera telekomunikacji. Na przełomie lat 1943/44 wraz z rodziną osiedlił się w Resku, gdzie mieszkali jego dziadkowie ze strony matki – Elsa (z domu Doepke) i Karl Plautz. W 1952 jego rodzina przeniosła się do Düsseldorfu, gdzie dorastał ze starszym bratem Dieterem (ur. 22 maja 1939). Uczęszczał do Jacobi-Gymnasium i brał udział w szkolnych przedstawieniach z amatorską grupą teatralną. Na prośbę rodziców Prochnow pierwszy rozpoczął szkolenie jako bankier. Pracował też jako statysta i techniczny od oświetlenia w Düsseldorfer Schauspielhaus. Po odbyciu stażu, w latach 1963–1966 studiował aktorstwo w Folkwang Hochschule w Essen.
Swój pierwszy angaż otrzymał w Städtische Bühnen Osnabrück. Potem grał w teatrach: Theater Aachen (1968-70), Theater der Stadt Heidelberg (1971) i Schauspielhaus Bochum (1971-1976). W następnych latach pracował jako artysta niezależny i gościnnie w różnych teatrach, w tym w Deutsches Schauspielhaus w Hamburgu i Düsseldorfer Schauspielhaus w Düsseldorfie. W 1979 również wziął udział w kursie aktorskim u Lee Strasberga.

### Kariera
Debiutował na ekranie jako niemiecki młodzieniec Arnold w filmie telewizyjnym WDR Przedsiębiorca (Unternehmer, 1970), a rok później trafił do telefilmu SWF Żegnaj, Judaszu (Leb wohl, Judas, 1971). Znalazł się potem w obsadzie romansu Zoff (1972) i dramatu Handlarz czterech pór roku (Händler der vier Jahreszeiten, 1972) z Hanną Schygullą. Pierwszym osiągnięciem filmowym była tytułowa kreacja agenta ubezpieczeniowego, który bierze udział w napadzie na bank, zostaje schwytany i skazany na pięć lat więzienia w Brutalizacja Franza Bluma (Die Verrohung des Franz Blum, 1974) oraz postać Ludwiga Göttena w dramacie Utracona cześć Katarzyny Blum (Die verlorene Ehre der Katharina Blum, 1975) w reżyserii Volkera Schlöndorffa i Margarethe von Trotta.
W dramacie Wolfganga Petersena Konsekwencja (Die Konsequenz, 1977) zagrał homoseksualnego Martina Kuratha. Międzynarodowe uznanie zyskał sobie rolą kapitana tytułowego okrętu podwodnego w dramacie wojennym Wolfganga Petersena Okręt (Das Boot, 1981). Po udziale w dreszczowcu Siódmy znak (The Seventh Sign, 1988) z Demi Moore, zagrał sadystycznego kapitana policji RPA w dramacie historycznym Sucha biała pora (A Dry White Season, 1989).
Jego filmografia zawiera takie tytuły jak Angielski pacjent (The English Patient, 1996) jako major Muller, Air Force One (1997) w roli generała Ivana Radka czy Zabójczy układ (The Replacement Killers, 1998) jako Michael Kogan. Brał także udział w wielu niemieckich projektach, a także serialach, w tym Tatort (1973, 1977, 2010, 2016), 24 godziny (2010) jako Sergei Bazhaev i Agenci NCIS: Los Angeles (2010, 2014) jako Mattias Draeger.

### Życie prywatne
Od roku 1978 był związany z austriacką aktorką Antonią Reininghaus (1954-2006), z którą miał córkę Johannę (ur. 1980). 31 października 1987 roku Antonia Reininghaus zaplanowała dwa samobójstwa (swoje i siedmioletniej wtedy córki) połykając tabletki nasenne. Dziecko zmarło, a matka została uratowana. W 1982 poślubił Isabel Goslar, córkę aktora, reżysera i scenarzysty Jürgena Goslara. Mieli dwójkę dzieci: córkę Monę i syna Romana. Jednak w roku 1997 doszło do rozwodu. 21 lipca 2004 roku ożenił się z niemiecką scenarzystką i aktorką Birgit Stein. W 2014 doszło do separacji i rozwodu. W 2015, w wieku 74 lat Prochnow ożenił się z 53-letnią wówczas aktorką Verenę Wengler. Prochnow przebywał zarówno w Los Angeles, jak i Monachium. W 2017 sprzedał swój dom w Kalifornii i przeprowadził się do Berlina.

## Filmografia
| filmy fabularne | filmy fabularne                                                       | filmy fabularne                  | filmy fabularne                           | filmy fabularne |
| Rok             | Tytuł                                                                 | Rola                             | Reżyser                                   |                 |
| --------------- | --------------------------------------------------------------------- | -------------------------------- | ----------------------------------------- | --------------- |
| 1972            | Handlarz czterech pór roku (Händler der vier Jahreszeiten)            | dalszy brat Stammtisch           | Rainer Werner Fassbinder                  |                 |
| 1974            | Brutalizacja Franza Bluma (Die Verrohung des Franz Blum)              | Franz Blum                       | Reinhard Hauff                            |                 |
| 1974            | Jeden lub drugi z nas (Einer von uns beiden)                          | Bernd Ziegenhals                 | Wolfgang Petersen                         |                 |
| 1975            | Utracona cześć Katarzyny Blum (Die verlorene Ehre der Katharina Blum) | Ludwig Götten                    | Volker Schlöndorff, Margarethe von Trotta |                 |
| 1977            | Konsekwencja (Die Konsequenz)                                         | Martin Kurath                    | Wolfgang Petersen                         |                 |
| 1981            | Okręt (Das Boot)                                                      | kapitan                          | Wolfgang Petersen                         |                 |
| 1983            | Miłość na wieki (Love Is Forever)                                     | generał Siegfried Kaplan         | Hall Bartlett                             |                 |
| 1983            | Twierdza (The Keep)                                                   | kpt. Klaus Woermann              | Michael Mann                              |                 |
| 1984            | Forbidden                                                             | Fritz Friedländer                | Anthony Page                              |                 |
| 1984            | Diuna (Dune)                                                          | Książę Leto Atryda               | David Lynch                               |                 |
| 1985            | Byk i dziewczyna (Der Bulle und das Mädchen)                          | Byk                              | Peter Keglevic                            |                 |
| 1986            | Killing Cars                                                          | Ralph Korda                      | Michael Verhoeven                         |                 |
| 1987            | Des Teufels Paradies                                                  | Escher                           | Vadim Glowna                              |                 |
| 1987            | Gliniarz z Beverly Hills II (Beverly Hills Cop II)                    | Maxwell Dent                     | Tony Scott                                |                 |
| 1987            | Terminus                                                              | Sir/lekarz/kierowca Yellow Truck | Pierre-William Glenn                      |                 |
| 1988            | Siódmy znak (The Seventh Sign)                                        | David Bannon                     | Carl Schultz                              |                 |
| 1989            | Sucha biała pora (A Dry White Season)                                 | kpt. Stolz                       | Euzhan Palcy                              |                 |
| 1990            | Morderczy rejs (Der Skipper)                                          | Skipper                          | Peter Keglevic                            |                 |
| 1990            | Fałszywy as (The Man Inside)                                          | Günter Wallraff                  | Bobby Roth                                |                 |
| 1990            | Czwarta wojna (The Fourth War)                                        | pułkownik Valachev               | John Frankenheimer                        |                 |
| 1991            | Robin Hood                                                            | Sir Miles Folcanet               | John Irvin                                |                 |
| 1992            | Pojedynek w powietrzu (Interceptor)                                   | Phillips                         | Michael Cohn                              |                 |
| 1992            | Huraganowy Smith (Hurricane Smith)                                    | Charlie Dowd                     | Colin Budds                               |                 |
| 1992            | Twin Peaks: Ogniu krocz ze mną (Twin Peaks: Fire Walk with Me)        | leśnik                           | David Lynch                               |                 |
| 1992            | Klejnoty (Jewels, TV)                                                 | Joachim von Mannheim             | Roger Young                               |                 |
| 1993            | Sidła miłości (Body of Evidence)                                      | dr Alan Payly                    | Uli Edel                                  |                 |
| 1993            | Der Fall Lucona                                                       | Hans Strasser, dziennikarz       | Jack Gold                                 |                 |
| 1995            | W paszczy szaleństwa (In the Mouth of Madness)                        | Sutter Cane                      | John Carpenter                            |                 |
| 1995            | Sędzia Dredd (Judge Dredd)                                            | Sędzia Griffin                   | Danny Cannon                              |                 |
| 1996            | Angielski pacjent (The English Patient)                               | major Muller                     | Anthony Minghella                         |                 |
| 1996            | Księżniczka Alisea (Sorellina e il principe del sogno, TV)            | król Kurdok                      | Lamberto Bava                             |                 |
| 1997            | DNA                                                                   | dr Carl Wessinger                | William Mesa                              |                 |
| 1997            | Air Force One                                                         | generał Ivan Radek               | Wolfgang Petersen                         |                 |
| 1997            | Der Schrei Der Liebe                                                  | Matti Geschonneck                | Holger Behrend                            |                 |
| 1998            | Zabójczy układ (The Replacement Killers)                              | Michael Kogan                    | Antoine Fuqua                             |                 |
| 1998            | Człowiek bomba (Human Bomb)                                           | Gerhardt Dach                    | Anthony Page                              |                 |
| 1999            | Grom z jasnego nieba (Heaven’s Fire, TV)                              | Quentin Darby                    | David Warry-Smith                         |                 |
| 1999            | Estera (Esther)                                                       | Haman                            | Raffaele Mertes                           |                 |
| 1999            | Nieprzerwana akcja – Wing Commander (Wing Commander)                  | komandor Paul Gerald             | Chris Roberts                             |                 |
| 2000            | Ojciec Pio (Padre Pio)                                                | wizytator                        | Carlo Carlei                              |                 |
| 2001            | Rozpruwacz: List z Piekła (Ripper)                                    | detektyw Kelso                   | John Eyres                                |                 |
| 2005            | Kampania Arnolda (See Arnold Run)                                     | Arnold Schwarzenegger            | James B. Rogers                           |                 |
| 2006            | Niebiańska przepowiednia (The Celestine Prophecy)                     | Jensen                           | Armand Mastroianni                        |                 |
| 2006            | Beerfest                                                              | Baron Wolfgang von Wolfhausen    | Jay Chandrasekhar                         |                 |
| 2006            | Kod da Vinci (The Da Vinci Code)                                      | André Vernet                     | Ron Howard                                |                 |
| 2007            | Nanking                                                               | John Rabe                        | Bill Guttentag, Dan Sturman               |                 |
| 2008            | Dark Sector (gra komputerowa)                                         | Yargo Mensik (głos)              | Steve Sinclair                            |                 |
| 2008            | La Conjura de El Escorial                                             | kpt. Espinosa                    | Antonio del Real                          |                 |
| 2010            | Grzesznicy i święci (Sinners & Saints)                                | pan Rhykin                       | William Kaufman                           |                 |
| 2013            | Company of Heroes: Oddział bohaterów (Company of Heroes)              | dr Luca Gruenewald               | Don Michael Paul                          |                 |
| 2019            | Ukryte życie (A Hidden Life)                                          | major Schlegel                   | Terrence Malick                           |                 |
| 2020            | Eine Handvoll Wasser                                                  | Konrad Hausnick                  | Jakob Zapf                                |                 |

### Seriale TV
- 1973: Tatort: Jagdrevier (Miejsce zbrodni) jako Dieter Brodschella
- 1977: Tatort: Das Mädchen von gegenüber jako Klaus Linder
- 2010: Agenci NCIS: Los Angeles (NCIS: Los Angeles) jako Mattias Draeger
- 2010: 24 godziny (24) jako Sergei Bazhaev
- 2010: Tatort: Schlafende Hunde (Miejsce zbrodni) jako Hans Rodenburg
- 2012: Luck jako właściciel toru wyścigowego
- 2014: Agenci NCIS: Los Angeles jako Mattias Draeger
- 2016: Tatort: Borowski und das verlorene Mädchen (Miejsce zbrodni) jako Kesting
- 2016: Lore jako Andreas Gruber